# Madonnine koncertne turneje
Američka pjevačica Madonna je održala osam koncertnih turneja, od čega su sedam bile svjetske. Jedino je promovirajući debitantski i drugi album s The Virgin Tour 1985. obišla samo Sjevernu Ameriku, a zaradila je više od 17 milijuna $. Zatim je 1987. krenula na svjetsku Who's That Girl World Tour, koja je posjetila Europu, Sjevernu Ameriku i Japan. Bila je hvaljena od strane kritičara, posebice Madonnine sposobnosti kao zabavljača i njezinu kostimografiju. Uslijedila je Blond Ambition World Tour 1990. koju je Rolling Stone proglasio "najboljom turnejom 1990." Ostala je zapamćena po Madonninoj simulaciji masturbacije za vrijeme izvedbe "Like a Virgin". Policija joj je u Torontu prijetila uhićenjem ako ne izbaci taj dio, a Papa je u Italiji pozivao na bojkot koncerta. The Girlie Show World Tour slijedi 1993. kada prvi puta posjećuje Tursku i Izrael, te Australiju i Latinsku Ameriku. Koncerti su započinjali taka da je Madonna bila obučena u sadomazohističu odjeću okružena golišavim plesačima. Svjetliji trenutci koncerta su bile izvedbe "Like a Virgin" za čije se vrijeme pojavljuje kao Marlene Dietrich, te "Express Yourself" kada nosi afro periku. Madonna je izazvala burne reakcije u Puerto Riku kada je nacionalnom astavom trljala međunožje. Time je u svojoj recenziji proglasio turneju najboljom zabavom na svijetu.
Madonna je zatim napravila dužu koncertnu pauzu, sve do 2001. i Drowned World Tour. Turneja je postala jedna od najunosnijih i najuspješnijih te godine. Svirala je gitaru, nosila kilt, bila obučena kao punker i gejša. Pamti se i kako je letila preko žice, te jahanje mehaničkog bika. Neki su se kritičari žalili na popis pjesma koji je uključivao gotovo samo pjesme sa zadnja dva albuma, ali uglavnom su komentari bili pozitivni. Turnej je skupila više od 75 milijuna $ s 47 rasprodanih koncerata i 730.000 ljudi Sjeverne Amerike i Europe. Zatim je 2004. uslijedila Re-Invention World Tour. Inspiraciju je Madonna pronašla u izložbi X-STaTIC PRo=CeSS, na kojoj je surađivala s fotografom Stevenom Kleinom. Billboard je Madonni dodijelio nagradu za najunosniju turneju godine sa zarađenih 125 milijuna $. 
Sljedeće tri turneje su rušile svjetske rekorde. Prvo je 2006. uslijedila Confessions Tour sa zarađenih 195 milijuna $, čime je postala najunosnija turneja ženskog solo izvođača. Zatim taj rekord ruši sljedećom turnejom koja je uslijedila 2008, Sticky & Sweet Tour. Turneja je postala i najunosnija turneja solo izvođača i druga najunosnija turneja uopće u povijesti sa zarađenih 408 milijuna $. MDNA Tour iz 2012. godine je postala druga najunosnija turneja ženskog izvođača, iza Sticky & Sweet Tour, sa zaradom od 296 milijuna $. Za sve tri turneje je bilo planirano posjetiti Australiju, ali su svi koncerti otkazani, tako da je The Girlie Show bila posljednja Madonnina turneja koja je obišl Australiju. Madonna je održla i četiri promotivne turneje koje su pratile izdanja njezinih studijskih albuma Music (2000), American Life (2003), Confessions on a Dance Floor (2005) i Hard Candy (2008). Sudjelova je i na dobrotvornim koncertima Live Aid (1985), Live 8 (2005) i Live Earth (2007).

## Koncertne turneje
| Godina | Naziv                      | Trajanje | Broj nastupa |
| --- | -------------------------- | --- | ------------ |
| 1985 | The Virgin Tour            | 10. travnja 1985. – 11. lipnja 1985. (Sjeverna Amerika) | 40           |
| The Virgin Tour je bila Madonnina debitantska koncertna turneja. Promovirala je prva dva studijska albuma, Madonna i Like a Virgin. Madonna je rekla kako su joj inspiracija bili Michael Jackson i Prince. Iako je imala već veliku svjetsku publiku, turneja je posjetila samo Sjevernu Ameriku. Karte za koncert u Radio City Music Hall u New Yorku su bile rasprodane u rekordnih 34 minute. Na popis koncerata je dodano još mnogo datuma zbog velike prodaje karata i zainteresiranosti. Kritičari su negativno pisali o turneji, nazivajući je lošom čak i groznom, te da će Madonna biti zaboravljena za šest mjeseci. Turneja je bila komercijalna uspješnica, te je u SAD-u zaradila 17 milijuna $.                                      |                            | |              |
| 1987 | Who's That Girl World Tour | 14. lipnja 1987. – 22. lipnja 1987. (Azija) 27. lipnja 1987. – 9. kolovoza 1987. (Sjeverna Amerika) 15. kolovoza 1987. – 6. rujna 1987. (Europa) | 37           |
| 37 koncerata Who's That Girl World Tour je vidjelo 2.5 milijuna ljudi. To je bila prva svjetska turneja koja je obišla i Aziju, Sjevernu Ameriku i Europu. Promovirala je treći studijski album True Blue i soundtrack Who's That Girl. Proglašena teatralnim multi medijskim spektaklom, turneja je sadržavala sve – seks, senzaciju, religijsku tematiku kada je Madonna držala Papinu sliku za vrijeme nastupa. Kritičari su hvalili turneju, proglašavali je stučnom i s izvrsnom kostimografijom, te do tada besprimjernom turnejom. Turneja je bila i komercijalna uspješnica sa zarađenih 25 milijuna $ i s rekordom gledatelja u Parizu kojih je bilo 130.000                                                                               |                            | |              |
| 1990 | Blond Ambition World Tour  | 13. travnja 1990. – 27. travnja 1990. (Azija) 4. svibnja 1990. – 25. lipnja 1990. (Sjeverna Amerika) 30 lipnja 1990. – 5. kolovoza 1990. (Europa) | 57           |
| Blond Ambition World Tour je Madonnina treća koncertna turneja koja je promovirala četvrti studijski album Like a Prayer i soundtrack I'm Breathless. Turneja je posjetila Japan, Sjevernu Ameriku i Europu. Inspirirana filmom Cabaret iz 1972., bila je vrlo medijski praćena zbog spajanja katoličanstva i seksualnosti. Rolling Stone ju je nazvao "savršena koreografija, seksualno provokativna, ektravagantna" te ju proglsio "najboljom turnejom 1990." Izdana je i dokumentarni film Truth or Dare koji je pratio turneju. |                            | |              |
| 1993 | The Girlie Show World Tour | 25. rujna 1993. – 7. listopada 1993. (Europa) 11. listopada 1993. – 26. listopada 1993. (Sjeverna Amerika) 30. listopada 1993. – 13. studenoga 1993. (Južna Amerika) 19. studenoga 1993. – 4. prosinca 1993. (Australija) 7. prosinca 1993. – 19. prosinca 1993. (Azija) | 39           |
| The Girlie Show World Tour je četvrta koncertna turneja koja je promovirala peti studijski album Erotica. Posjetila je Sjevernu i užnu Ameriku, Europu, Australiju i Japan. Madonna je inspiraciju za ime pronašla u slici "Girlie Show" slikara Edwarda Hoppera. Turneja je zaradila preko 70 milijuna $. Fanovi i kritičari su je proglasili Madonninom najboljom turenejom, naglašavajući da Madonna "i kao pjevačica i kao scenski izvođač još uvijek može zadovoljiti publiku". |                            | |              |
| 2001 | Drowned World Tour         | 9.lipnja 2001. – 12. srpnja 2001. (Europa) 21. srpnja 2001. – 15. rujna 2001. (Sjeverna Amerika) | 47           |
| Drowned World Tour je Madonnina peta koncertna turneja koja je promovirala sedmi i osmi studijski album, Ray of Light i Music. Turneja je posjetila samo Europu i Sjevernu Ameriku. Bila je pozitivno komentirana od strane kritičara koji su se divili Madonninoj sposobnosti vlastitog re-izuma. Bila je i komercijalna uspješnica, te je sa zarađenih 75 milijuna $ i 47 rasprodanih koncerata pred 730.000 ljudi bila četvrta najunosnija turneja 2001. godine. |                            | |              |
| 2004 | Re-Invention World Tour    | 24. svibnja 2004. – 2. kolovoza 2004. (Sjeverna Amerika) 14. kolovoza 2004. – 14. rujna 2004. (Europa) | 56           |
| Re-Invention World Tour je šesta turneja koja je promovirala deveti studijski album American Life. Ponovno je posjetila samo Europu i Sjevernu Ameriku. Proglašena je najunosnijum turnejom 2004. godine sa zarađenih 125 milijuna $ iz 56 koncerata i pred 900.000 ljudi. Osvojila je i Billboardovu nagradu za najbolju turneju. Tijek turneje je prikazan u dokumentarnom filmu I'm Going to Tell You a Secret. |                            | |              |
| 2006 | Confessions Tour           | 21. svibnja 2006. – 23. srpnja 2006. (Sjeverna Amerika) 30. srpnja 2006. – 12. rujna 2006. (Europa) 16. rujna 2006. – 21. rujna 2006. (Azija) | 60           |
| Confessions Tour kao sedma turneja je promovirala deseti studijski album Confessions on a Dance Floor. Doživjela je kritički i komercijalni uspjeh. Karte su rasprodavane odmah po objavljivanju koncerta, pa je objavljeno još dodatnih datuma. To je bila najunosnija turneja ženskog solo izvođača u povjesti sa zarađenih 195 milijuna $ iz 60 koncerata i 1.2 milijuna ljudi. Turneja je dobila Billboardovu naradu za koncert s najvećim prihodom. Izvedba pjesme "Live to Tell", za vrijeme koje Madonna nosi trnovitu krunu i bude razapeta na križu, dobila je snažne kritike vjerskih zajednica. |                            | |              |
| 2008/09 | Sticky & Sweet Tour        | 23. kolovoza 2008. – 27. rujna 2008. (Europa) 4. listopada 2008. – 30. studenoga 2008. (Sjeverna Amerika) 4. prosinca 2008. – 21. prosinca 2008. (Južna Amerika) 4. srpnja 2009. – 2. rujna 2009. (Europa)                                                               | 85           |
| Sticky & Sweet Tour je Madonnina osma koncertan turneja koja je promovirala jedanaesti studijski album, Hard Candy. Započela je u kolovozu 2008. i bila je prva turneja od sklapanja ugovora s Live Nationom. Turneja je produžena i 2009. godine kada je posjetila europske gradove u kojima Madonna nije bila. Turneja je rušila mnoge rekorde u prodaji karata, prihodima i posjeti ljudi. Nakon 2008., turneja je postala najunosnija turneja solo izvođača sa zarađenih 282 milijuna $. Nakon završetka i europskog dijela iz 2009. godine, turneja je sveukupno zaradila 408 milijuna $, posjetila 32 države i prisustvovalo je 3.5 milijuna ljudi. Tako je postala druga naunosnija turneja u povijesti i najunosnija turneja solo izvođača. |                            | |              |
| 2012 | MDNA Tour                  | 31. svibnja 2012. – 7. lipnja 2012. (Azija) 12. lipnja 2012. – 21. kolovoza 2012. (Europa) 28. kolovoza 2012. – 25. studenog 2012. (Sjeverna Amerika) 28. studenog 2012. – 22. prosinca 2012. (Južna Amerika)                                                            | 88           |
| MDNA Tour je deveta koncertna turneja Madonne kojom je promovirala dvanaesti studijski album MDNA. To je bila druga Madonnina turneja pod Live Nation Entertainmentom. Turneja je najavljena 7. veljače 2012. u časopisu Billboard, dva dana nakon Madonninog nastupa na 46. Super Bowlu. MDNA Tour je postala najunosnija turneja 2012. godine, te deveta najunosnija turneja svih vremena sa zaradom od 305 milijuna $, te druga najunosnija turneja ženskog izvođača, iza Madonnine Sticky & Sweet Tour. |                            | |              |

## Promotivne turneje
| Godina | Naziv                    | Trajanje | Broj nastupa |
| --- | ------------------------ | --- | ------------ |
| 2000 | Don't Tell Me Promo Tour | 5. studenoga 2000. (Sjeverna Amerika) 29. studenoga 2000. (Europa)                                                                      | 2            |
| Don't Tell Me Promo Tour je naziv za malu promotivnu turneju kojom je Madonna krenula u promoviranje albuma Music i nadolazeću Drowned World Tour iz 2001. Koncert u londonskom Brixton Academy je prikazivan preko interneta i s devet milijuna gledatelja u cijelom svijetu je zabilježio svjetski rekord. Na koncertu u publici su se našle i druge pjevačke zvjezde poput Mick Jaggera, Kylie Minogue, Stinga i Melanie C. Pjesme koje je Madonna pjevala su bile: "Impressive Instant", "Runaway Lover", "Don't Tell Me", "What It Feels Like for a Girl", "Holiday" and "Music". |                          | |              |
| 2003 | American Life Promo Tour | 22. travnja 2003. – 23. travnja 2003. (Sjeverna Amerika) 30. travnja 2003. – 15. svibnja 2003. (Europa)                                 | 9            |
| American Life Promo Tour je naziv Madonnine promotivene turneje u travnju i svibnju 2003. Turneja je promovirala deveti studijski album American Life i prethodila je velikoj Re-Invention World Tour 2004. Pjesme koje je izvodila su: "American Life", "Hollywood", "Nothing Fails", "X-Static Process", "Like a Prayer", "Mother and Father", "Music", "Don't Tell Me" i "Like a Virgin" |                          | |              |
| 2005 | Hung Up Promo Tour       | 22. listopada 2005. (Sjeverna Amerika) 3. studenoga 2005. – 19. studenoga 2005. (Europa) 7. prosinca 2005. – 13. prosinca 2005. (Azija) | 10           |
| U svrhu promocije desetog studijskog albuma Confessions on a Dance Floor, Madonna je organizirala male koncerte u londonskim klubovima "Koko Club" i "G-A-Y", kao i u Sjedinjenim Državama, Japanu, Njemačkoj i Francuskoj kao Hung Up Promo Tour. Pjesme koje je izvodila su bile: "Hung Up," "Get Together," "Sorry," "I Love New York," "Ray of Light," Let It Will Be" i "Everybody." |                          | |              |
| 2008 | Hard Candy Promo Tour    | 30. travnja 2008. (Sjeverna Amerika) 6. svibnja 2008. – 10. svibnja 2008. (Europa)                                                      | 3            |
| Madonnina promotivna turneja za jedanaesti studijski album Hard Candy je bila prva akcija pod novim ugovorom s Live Nationom. Koncert je trajao 40 minuta, a Madonna je pjevala šest pjesama: "Candy Shop", "Miles Away", "4 Minutes", "Hung Up", "Give It 2 Me" i "Music", sa zakazanim datumima u New Yorku, Parizu i Maidstoneu. |                          | |              |

## Ostale izvedbe
| Godina | Naziv                   | Vrsta               | Pjesme |
| ------ | ----------------------- | ------------------- | --- |
| 1984   | MTV Video Music Awards  | dodjela nagrada     | "Like a Virgin" |
| 1985   | Live Aid                | humanitarni koncert | "Holiday", "Into the Groove", "Love Makes the World Go Round" |
| 1989   | MTV Video Music Awards  | dodjela nagrada     | "Express Yourself" |
| 1990   | MTV Video Music Awards  | dodjela nagrada     | "Vogue" |
| 1991   | Oscar                   | dodjela nagrada     | "Sooner or Later" |
| 1993   | Saturday Night Live     | TV emisija          | "Bad Girl", "Fever" |
| 1993   | MTV Video Music Awards  | dodjela nagrada     | "Bye Bye Baby" |
| 1995   | Brit Awards             | dodjela nagrada     | "Bedtime Story" |
| 1995   | American Music Awards   | dodjela nagrada     | "Take a Bow" (duet s Babyfaceom) |
| 1997   | Oscar                   | dodjela nagrada     | "You Must Love Me" |
| 1998   | MTV Video Music Awards  | dodjela nagrada     | "Shanti/Ashtangi" i "Ray of Light" |
| 1998   | MTV Europe Music Awards | dodjela nagrada     | "The Power of Good-Bye" |
| 1999   | Grammy                  | dodjela nagrada     | "Nothing Really Matters" |
| 2001   | Grammy                  | dodjela nagrada     | "Music" |
| 2003   | MTV Video Music Awards  | dodjela nagrada     | "Like a Virgin"/"Hollywood" Medley (s Britney Spears, Christinom Aguilerom i Missy Elliott) |
| 2005   | Live 8                  | humanitarni koncert | "Like a Prayer", "Ray of Light", "Music" |
| 2005   | Tsunami Aid             | humanitarni koncert | "Imagine" |
| 2005   | MTV Europe Music Awards | dodjela nagrada     | "Hung Up" |
| 2006   | Grammy                  | dodjela nagrada     | "Feel Good Inc."/"Hung Up" (s Gorillaz) |
| 2007   | Live Earth              | humanitarni koncert | "Hey You", "Ray of Light", "La Isla Bonita", "Hung Up" |
| 2010   | Hope for Haiti Now      | humanitarni koncert | "Like a Prayer" |
| 2012   | 46. Super Bowl          | Live TV prijenos    | "Vogue", "Music" (zajedno s LMFAO s ulomcima "Party Rock Anthem" i "Sexy and I Know It"), "Give Me All Your Luvin'" (zajedno s Nicki Minaj i M.I.A.), "Open Your Heart"/"Express Yourself" (interludij) i "Like a Prayer" (zajedno s Cee Lo Green). |